# Xã Knife Lake, Quận Kanabec, Minnesota
Xã Knife Lake (tiếng Anh: Knife Lake Township) là một xã thuộc quận Kanabec, tiểu bang Minnesota, Hoa Kỳ. Năm 2010, dân số của xã này là 1.156 người.